# Pfarrkirche Frankenburg am Hausruck

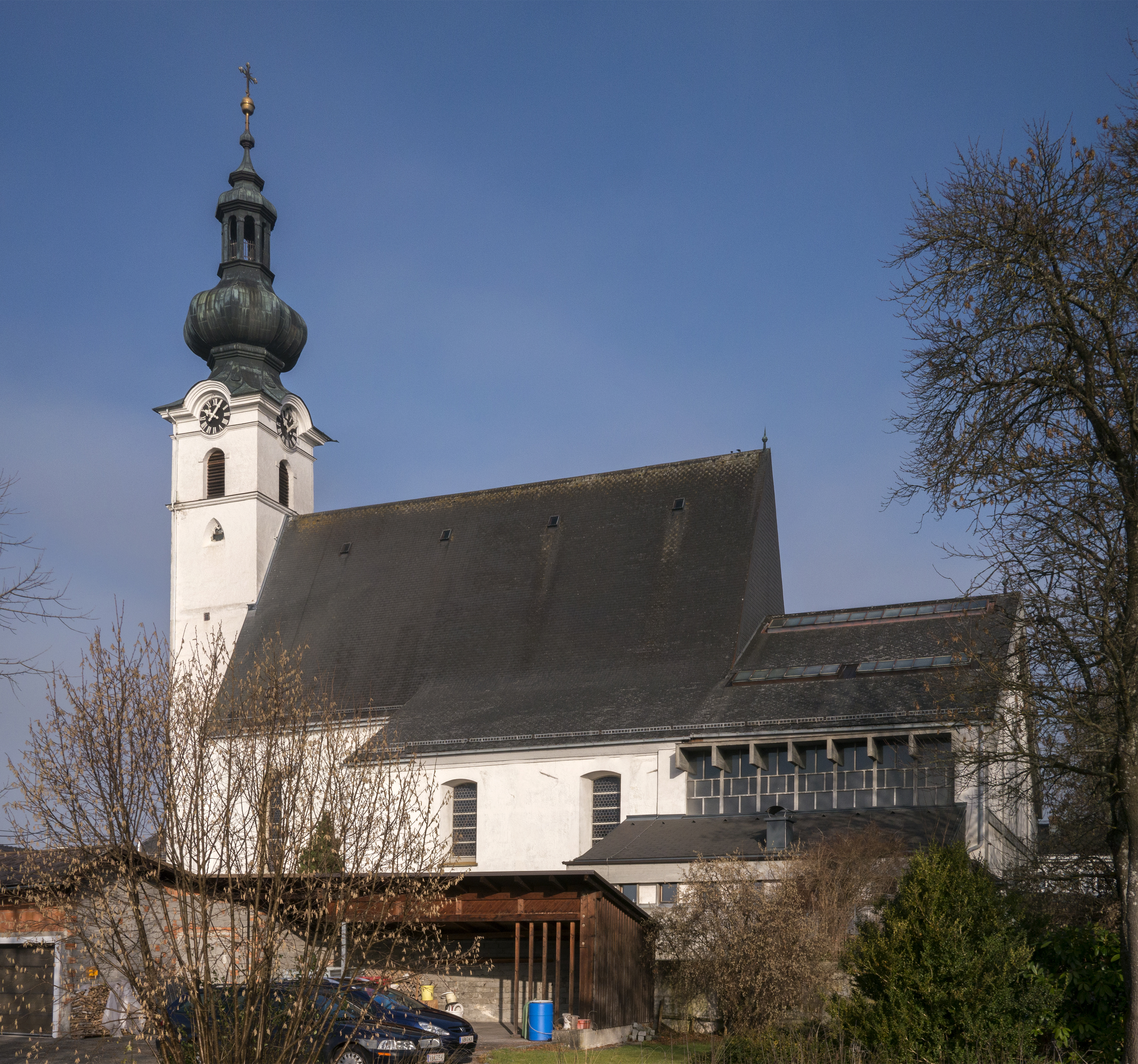
Kath. Pfarrkirche hl. Martin in Frankenburg am Hausruck, ostseitiger Erweiterungsbau des Langhauses

Die römisch-katholische Pfarrkirche Frankenburg am Hausruck steht im Ort Frankenburg am Hausruck in der Marktgemeinde Frankenburg am Hausruck im Bezirk Vöcklabruck in Oberösterreich. Die dem heiligen Martin geweihte Kirche gehört zum Dekanat Frankenmarkt in der Diözese Linz. Die Kirche und der ehemalige Friedhof stehen unter Denkmalschutz.

## Geschichte

### Vorläufer des heutigen Kirchenbaus
Im Tal der Frankenburger Redl ist eine erste Besiedlung zwischen dem 7. und 9. Jahrhundert anhand der Ortsnamen der damals vorhandenen Siedlungen und Dörfer nachweisbar. Im Jahr 1007 lag das heutige Gemeindegebiet in dem von Kaiser Heinrich II. gegründeten Bistum Bamberg und Rapotto von Julbach errichtete zu dieser Zeit die Frankenburg auf dem Hofberg. In diesem Kontext könnte die beim Kirchenumbau im Jahr 1955 entdeckte Jahreszahl 1092 auf eine erste kleine Kapelle oder kleine Kirche hindeuten.
Durch eine Änderung der Eigentumsverhältnisse wechselten im Jahr 1138 die Pfarre Zwispallen und die Pfarren Vekchelsdorf, Neukirchen, Gampern und Pöndorf in die Verantwortung des Stifts Mattsee. In der Frankenburger Pfarrgemeinde waren damals bereits die Ortschaften der heutigen Gemeinden Frankenburg und Redleiten zusammengefasst. Eine Kirche in Frankenburg wurde im Jahr 1160 urkundlich genannt.

### Geschichte des heutigen Kirchenbaus
Der gotische Neubau wurde um das Jahr 1450 errichtet. In der Reformationszeit im Zeitraum von 1590 bis 1610 wurde der gotische Altarraum abgebrochen und die Kirche in östlicher Richtung erweitert. An der Südseite wurden eine Kanzel errichtet und die Sakristei angebaut. Der Ausbau in nördlicher Richtung wurde durch die Erweiterung eines neuen Seitenschiffes und ein großes Eingangsportal durchgeführt.
Nach dem Frankenburger Würfelspiel, bei dem der bayerische Statthalter Adam Graf von Herberstorff am 15. Mai 1625 36 Männer paarweise um ihr Leben würfeln ließ, wurden sieben Männer am Kirchturm von Frankenburg durch Erhängen hingerichtet.
Der heute bestehende barocke Mittelteil der Kirche wurde in den Jahren von 1740 bis 1770 fertiggestellt und mit einem Altarraum erweitert. Die kleine Beichtkapelle mit darüberliegender „Schnecken-Empore“ wurde im Jahr 1777 südseitig ergänzt. Im weiteren Verlauf wurden im Jahr 1796 der Kircheninnenraum renoviert und das Kirchenpflaster erneuert. Im Jahr 1832 wurde die Sakristei hinter dem Hochaltar im Ostteil der Kirche gebaut. Der Kirchturm wurde 1835 auf seine derzeitige Höhe von 62 Metern erhöht. Die Kanzel und die nordseitige Empore, die sogenannte „Jäger-Empore“, dieser Bauphase sind nicht mehr erhalten. Die beiden verbliebenen Seitenemporen wurden im Jahr 1931 demontiert und die ehemalige Sakristei als Beichtkapelle umgestaltet. Der Stahlbetonbau im Altarbereich wurde im Jahr 1968 fertiggestellt.

## Architektur
Das Langhaus wurde aus einem Sechseck entwickelt, siehe dazu die Bürgerspitalskirche in Braunau, die Pfarrkirche Eggelsberg, die Pfarrkirche Laakirchen, und zeigt sich dreijochig, mit dreischiffigem Westjoch, mit zwei östlichen zweischiffigen Jochen, mit einer gerauteten Mittelsäule, einem Netzrippengewölbe und einem mächtig ausgestalteten Fronbogen. Der zum Langhaus gleich breite, zweijochige, stichkappentonnengewölbte Chor schließt mit einem Dreiachtelschluss aus dem 17. Jahrhundert ab. Die seitlichen Choranbauten haben darüber Emporen und der Westturm trägt eine Zwiebel mit Laterne. Das gotische Nordportal ist spitzbogig, das Westportal kielbogig.

## Turm

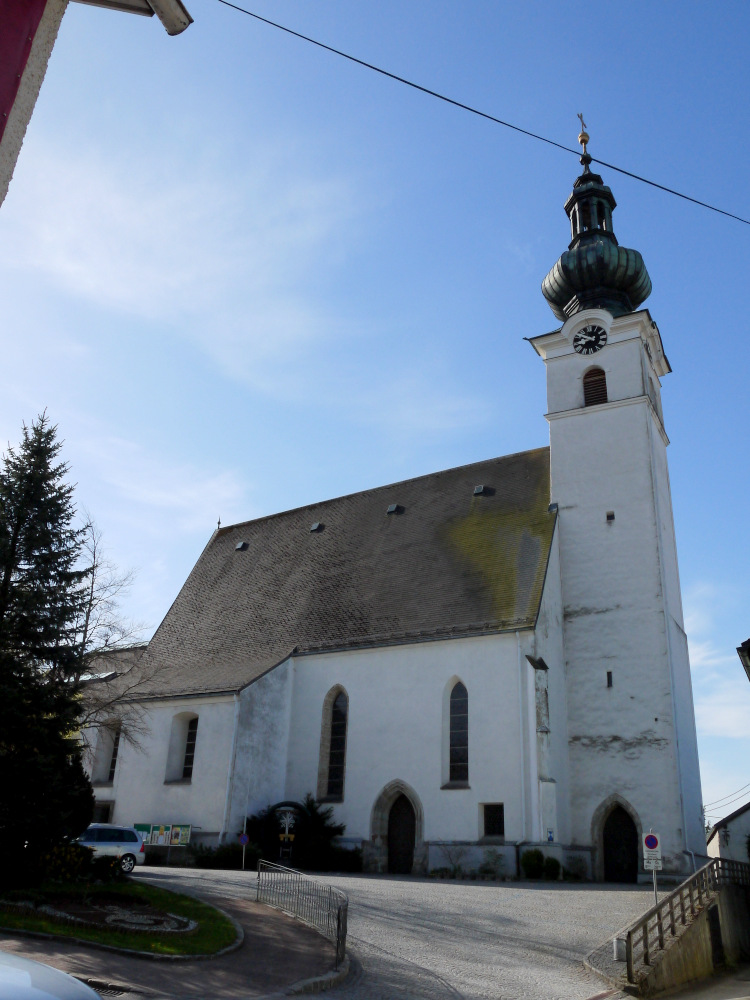
Ansicht Kirchturm und Turmuhr

Der bereits am Ende des 15. Jahrhunderts errichtete Kirchturm wurde im Jahr 1835 in der Zeit von 15. Juni bis 21. November auf eine Gesamthöhe von 62 Metern erhöht. Das vorherige Spitzdach wurde abgebaut und durch eine Kuppel mit einer Laterne ersetzt die den Turm abschließen. Die Baukosten von 3527 Gulden wurden mit unterschiedlichen Beträgen vom Stift Mattsee und den sechs Steuergemeinden Frankenburg, Frein, Hörgersteig, Hofberg, Hintersteining und Redleiten zum Großteil aufgebracht und einzelne Beiträge zu den Baukosten leisteten Bürger der Ortschaft.
In den Jahren 1878 und 1879 wurde der Kirchturm saniert und bereits im Jahr 1895 wurde eine erneute Reparatur notwendig weil der Spindelturm morsch war. Somit wurden das Turmkreuz mit der Laterne und der Kuppel abgenommen. Am 6. Oktober 1895 wurde durch den Zimmergesellen Hager das Turmkreuz nach Beendigung der Restaurationsarbeiten wieder angebracht. Das Turmkreuz wurde am 6. August 1907 erneut abgenommen da es durch einen schweren Sturm an diesem Tag beschädigt wurde und am Sonntag, dem 23. August 1907 konnte es feierlich wieder an seinem Platz angebracht werden. Im Jahr 1950 begann man mit der Verstärkung der Bausubstanz des Kirchturmes um der höheren Belastung durch die neuen Kirchenglocken gewappnet zu sein. In den Jahren 1958 und 1990 wurde der Kirchturm renoviert und Reparaturen ausgeführt, sowie die durch Witterungseinflüsse verursachten Schäden wurden im Jahr 2017 durch eine Sanierung behoben.

### Turmuhr
Bereits im Jahr 1715 wurde eine Reparatur an einem Uhrwerk in einer Kirchenrechnung aufgeführt. Dieses Uhrwerk besaß ein Viertel- und ein Stundenschlagwerk und zwei Ziffernblätter waren an der Nord- und Südseite des Kirchturmes angebracht. Im Jahr 1798 wurde eine neue Turmuhr gekauft die der Großuhrmacher Stöckl in Gmunden für einen Preis von 887 Gulden herstellte. Mit der Erhöhung des Kirchturmes wurden die beiden vorhandenen Ziffernblätter mit zwei neuen Ziffernblättern ergänzt. Es waren nun an allen Kirchturmseiten Ziffernblätter vorhanden, welche sich noch heute an dieser Position befinden.
Die seit dem Jahr 1798 vorhandenen Ziffernblätter wurden vom Frankenburger Maler Anton Streußenberger bemalt und die Zeiger vergoldet. Im Jahr 1877 wurde eine Reparatur der Zeiger und Ziffernblätter vorgenommen und im Jahr 1893 eine Restauration der Turmuhr durch den Organisten und Uhrmacher Karl König für einen Preis von 195 Gulden durchgeführt. Weitere Reparaturen waren ein neues Uhrwerk vom Unternehmen Ritz in Linz für 1560 Kronen und ein Austausch diese Uhrwerkes mit einem ebenfalls vom Unternehmen Ritz in Linz für 4000 Kronen angekauftem Uhrwerk. Mit der Umstellung auf einen Elektromotor und einer elektrischen Beleuchtung im Jahr 1958 erfuhr der Mesner eine Erleichterung seiner Arbeit, da er das Uhrwerk vorher händisch aufziehen musste.

## Innenraum und Inventar

### Hochaltar

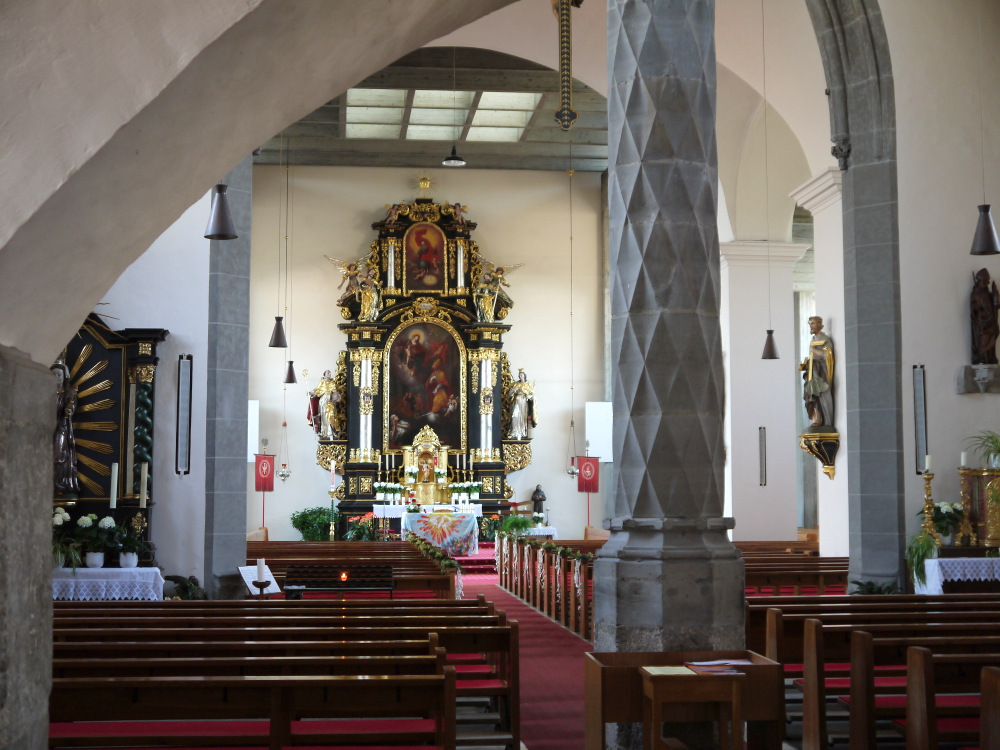
Innenansicht auf den Hochaltar

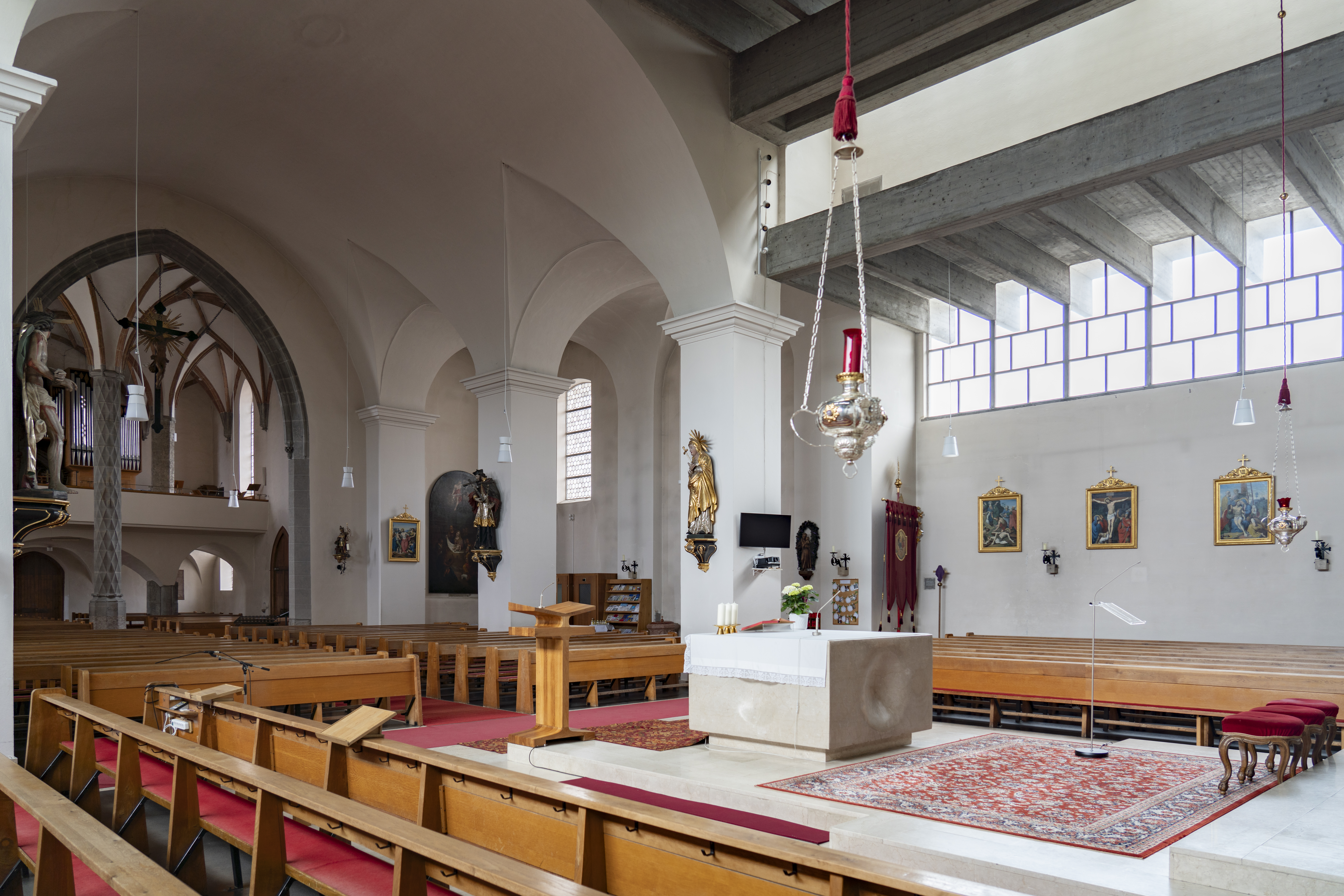
Innenansicht Langhaus

Der Hochaltar aus dem Ende des 17. Jahrhunderts ist dem Heiligen Martin geweiht und zeigt im Altarbild die Aufnahme des Bischofs in den Himmel und in der unteren rechten Ecke des Gemäldes ist ein Engel mit der Gans die den Heiligen Martin verraten hatte ersichtlich. Der Hochaltar besitzt für den liturgischen Wechsel drei weitere Bilder. Zwei der Bilder wurden von dem Maler Franz Streussenberger gefertigt, ein Bild aus dem Jahr 1838 zeigt „Mariä Verkündigung“ und auf dem zweiten Bild aus dem Jahr 1825 oder 1850 ist „Christus am Ölberg“ abgebildet. Das dritte Bild mit der „Geburt Christi“ aus dem Jahr 1826 ist von dem Tiroler Maler Ignaz Jäger signiert worden. Im oberen Bereich des Hochaltars wurden zwei Aufsatzstatuen, welche die beiden Apostel Petrus und Paulus darstellen platziert. Die beiden unteren Statuen stehen erst seit dem Umbau 1968 am Hochaltar. Sie zeigen den Heiligen Leonhard und die Heilige Barbara und befinden sich links und rechts vom Altarbild. Die Statuen wurden aus Wartberg ob der Aist angekauft und stellten ursprünglich den Heiligen Benedikt und seine Schwester die Heilige Scholastika dar.

### Gemälde
Im Langhaus ist ein Votivbild von Abraham Grienpacher mit der Speisung der Zehntausend mit dem Stifter aus dem Jahr 1625 oder 1630 erhalten geblieben. Das sogenannte „Grienpacher-Bild“ wurde durch das Bundesdenkmalamt im Jahr 1925 restauriert. Weitere Gemälde in der Kirche sind das wertvolle Patrozinium-Bild, das Weihnachtsbild, welches von Ignaz Jäger zu Wildenau im Jahr 1826 gemalt wurde und die drei Altarwechselbilder.

### Taufbecken
Das spätgotische Taufbecken trägt einen barocken Deckel mit einer Figurengruppe der „Taufe Christi“ und zeigt Jesus bei der Taufe im Jordan durch den Heiligen Johannes. Es wurde im Jahr 1726 repariert und im Jahr 1892 vor die Mittelsäule platziert. Um mehr Raum im gotischen Teil der Kirche zu schaffen, wurde abermals der Standort gewechselt und das Taufbecken hat nun im rechten Seitenschiff seinen Platz gefunden.

### Grabsteine und Epitaphien
Die jeweiligen Pfleger der Herrschaft Frankenburg, die Vikare und die Pfarrer besaßen das Privileg sich in oder bei der Pfarrkirche beerdigen zu lassen. Neben dem rechten Seitenaltar ist das älteste Grabdenkmal mit einem Relief der Grablegung Christi durch Joseph von Arimathäa und Nikodemus im Beisein der frommen Frauen aus dem Ende des 16. Jahrhunderts erhalten geblieben. Im nördlichen Choranbau ist ein Epitaph für Böhm von Fridesheim 1579 mit Relief aufgestellt.

## Glocken
Im Jahr 1696 wurde eine zweite größere Glocke für die Kirche erworben. Daraus erschließt sich das vor diesem Zeitpunkt bereits eine Glocke vorhanden war. Ob diese ältere Glocke bereits seit dem Bestehen der ersten Kirche oder Kapelle vorhanden war oder erst im Laufe der Zeit zur Kirche hinzugefügt wurde, ist nicht überliefert. Die ältere kleine Glocke wurde als Sterbeglöcklein bezeichnet, da sie bei Trauerfällen für die Verstorbenen geläutet wurde. Die zweite Glocke aus dem Jahr 1696 hatte ein Gewicht von 13½ Zentner und wurde an die Pfarre gespendet. Im Jahr 1716 kam eine dritte Glocke hinzu, ab dem Jahr 1796 sind vier Glocken bekannt gewesen und im Jahr 1856 wurde eine fünfte Glocke erworben. Die im Jahr 1696 gespendete Glocke ist im Jahr 1865 zersprungen und wurde durch einen neuen Guss der Glocke ersetzt und im darauffolgenden Jahr geweiht.
Während des Ersten Weltkrieges mussten die neu gegossene Glocke und die Glocke aus dem Jahr 1856, sowie die beiden Glocken der Friedhofskirche am 7. und 8. Mai 1917 abmontiert und abgeliefert werden. Im Verlauf des Krieges wurden am 7. Oktober 1917 bis auf die kleine Sterbeglocke die beiden anderen Glocken der Pfarrkirche ebenfalls abgeliefert, um nach dem Einschmelzen als Kriegsmaterial zu dienen. Als Ersatz lieh man sich die Glocke aus der privaten Kapelle des Fleischhauers Schmitzberger in Frein. Nach dem Ende des Krieges beschlossen die beiden Bürgermeister Johann Maier und Friedrich Kühberger mit den Honoratioren und dem Pfarrer am 17. Juli 1921 vier neue Glocken bei der Oberösterreichischen Glockengießerei in St. Florian zu bestellen. Die Glocken wurden geliefert und am Sonntag, dem 12. März 1922 mit einer feierlichen Glockenweihe im Kirchturm montiert.
Aufgrund des Zweiten Weltkrieges mussten die drei größeren Glocken am 4. Februar 1942 für Kriegszwecke abmontiert und abgeliefert werden und man fügte erneut die Glocke aus der Kapelle in Frein zu den zwei verbliebenen Glocken hinzu. Erst am 21. Mai 1950 wurde ein neues Geläut aus fünf Glocken von der Glockengießerei in St. Florian geweiht und im Kirchturm montiert. Bis zum Jahr 1959 wurden die Glocken händisch gezogen und ab dem Jahr 1960 übernahm diese anstrengende Arbeit ein elektronischer Motorantrieb.

## Orgel

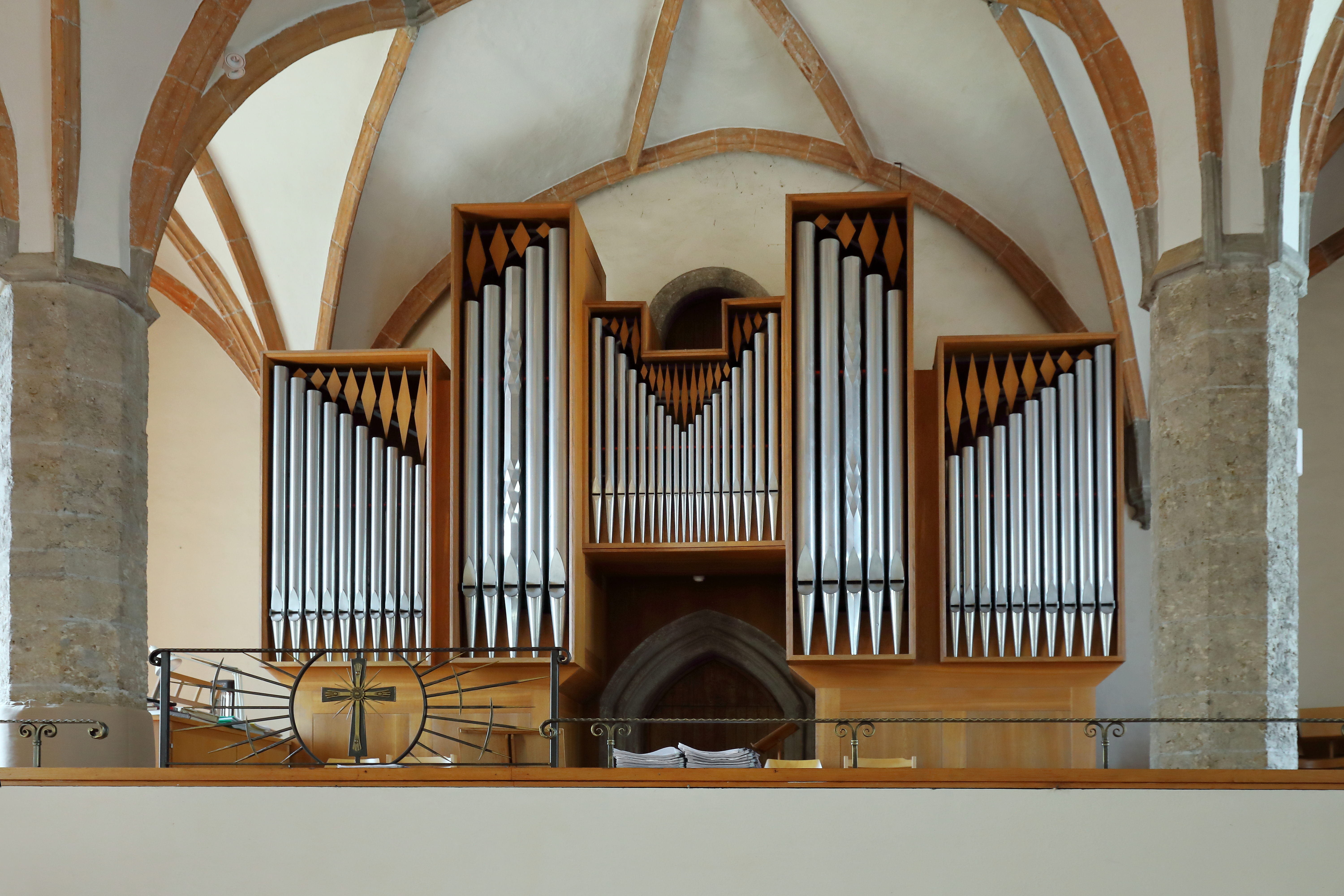
Orgel von Hermann Oettl

Eine erste Orgel wurde um das Jahr 1600 in der oberen Empore aufgestellt und im Jahr 1755 erneuert. Ein Austausch der alten Orgel durch eine neue Orgel wurde für das Jahr 1834 aufgezeichnet, welche im Jahr 1894 gegen eine Breinbauer-Orgel ersetzt wurde. Die derzeitige Orgel wurde im Jahr 1973 vom Salzburger Orgelbauer Hermann Oettl einschließlich eines neuen Orgelgehäuses errichtet und der Orgeltisch wurde von der Familie Limbeck-Lilienau kurze Zeit später gespendet. Die Einweihung der Orgel wurde durch Diözesanbischof Dr. Franz Zauner im Jahr 1974 vorgenommen.

## Trivia

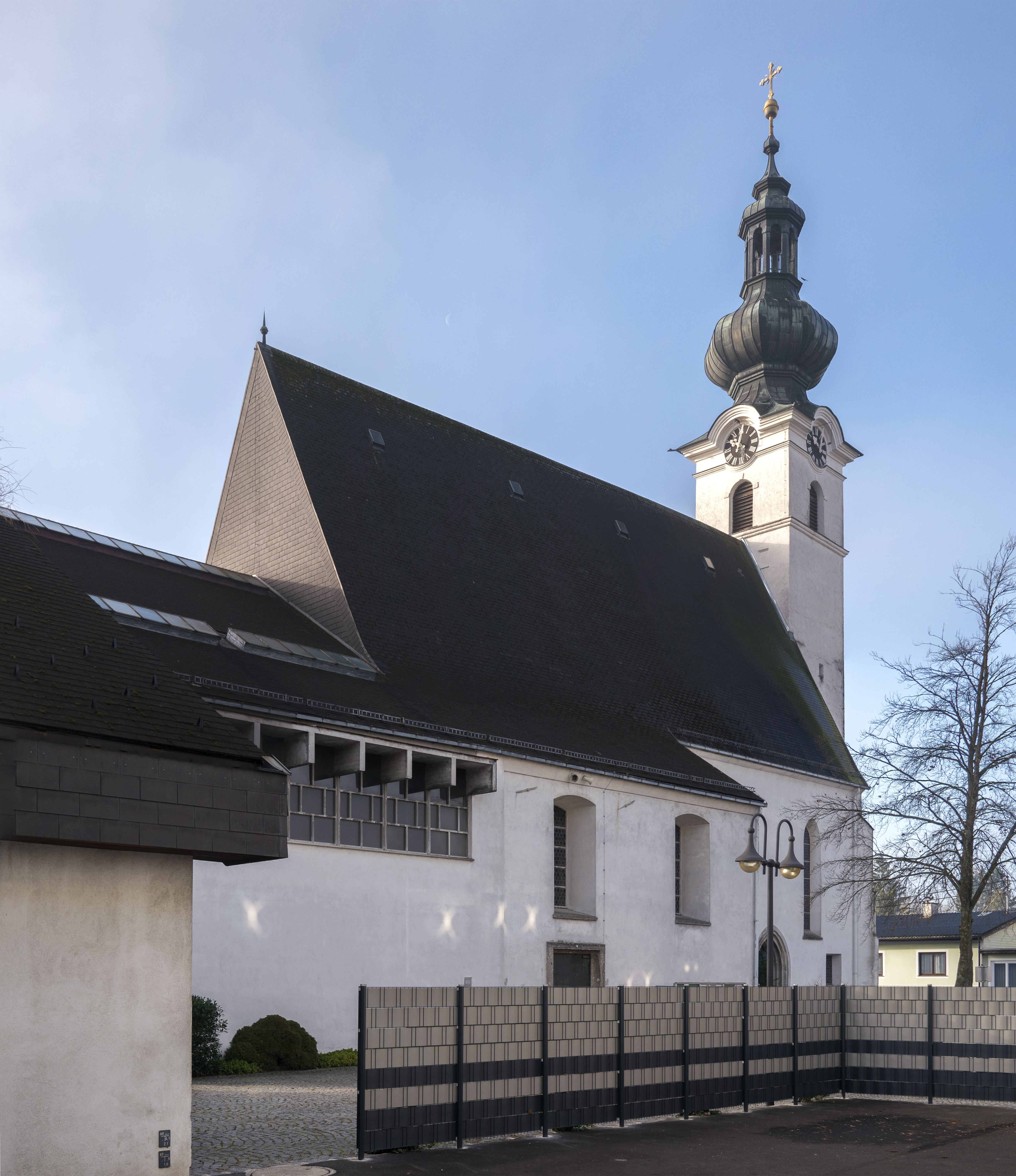
Ähnliche Ansicht wie auf einer der Maximumkarten

Im Rahmen des Festprogrammes zum Kirchenjubiläum wurde am Dienstag, dem 6. Februar 2018 ein Sonderpostamt von dem Briefmarkensammlerverein Zwispallen und der Pfarre Frankenburg durchgeführt. Besucher und Briefmarkensammler konnten zwei unterschiedliche Briefmarken der Pfarrkirche Frankenburg mit der jeweiligen Wertstufe von 0,89 EUR und den beiden Fotomotiven Kirchturm im Winter (Auflage 1500 Stück) beziehungsweise dem Motiv Hochaltar (Auflage 1300 Stück) und einem Sonderstempel mit dem Logo der Pfarre Frankenburg erhalten. Weiter waren Maximumkarten mit den Fotos einer Innenansicht des Langhauses oder einem Foto der Außenfassade der Kirche mit dem Kirchturm, sowie zwei unterschiedliche Schmuckkuverts mit jeweils unterschiedlichen Fotos und dem Sonderstempel erhältlich.